# Замок Эльц
Замок Эльц (нем. Burg Eltz) — замок в земле Рейнланд-Пфальц близ Виршема в долине реки Эльцбах, отделяющей Майфельд от предгорьев Айфеля. Замок Эльц считается наряду с замком Бюрресхайм единственным сооружением в Айфеле, которое никогда не подвергалось захвату и не было разгромлено. Замок уцелел даже во время войн XVII и XVIII вв. и потрясений Французской революции.

## История

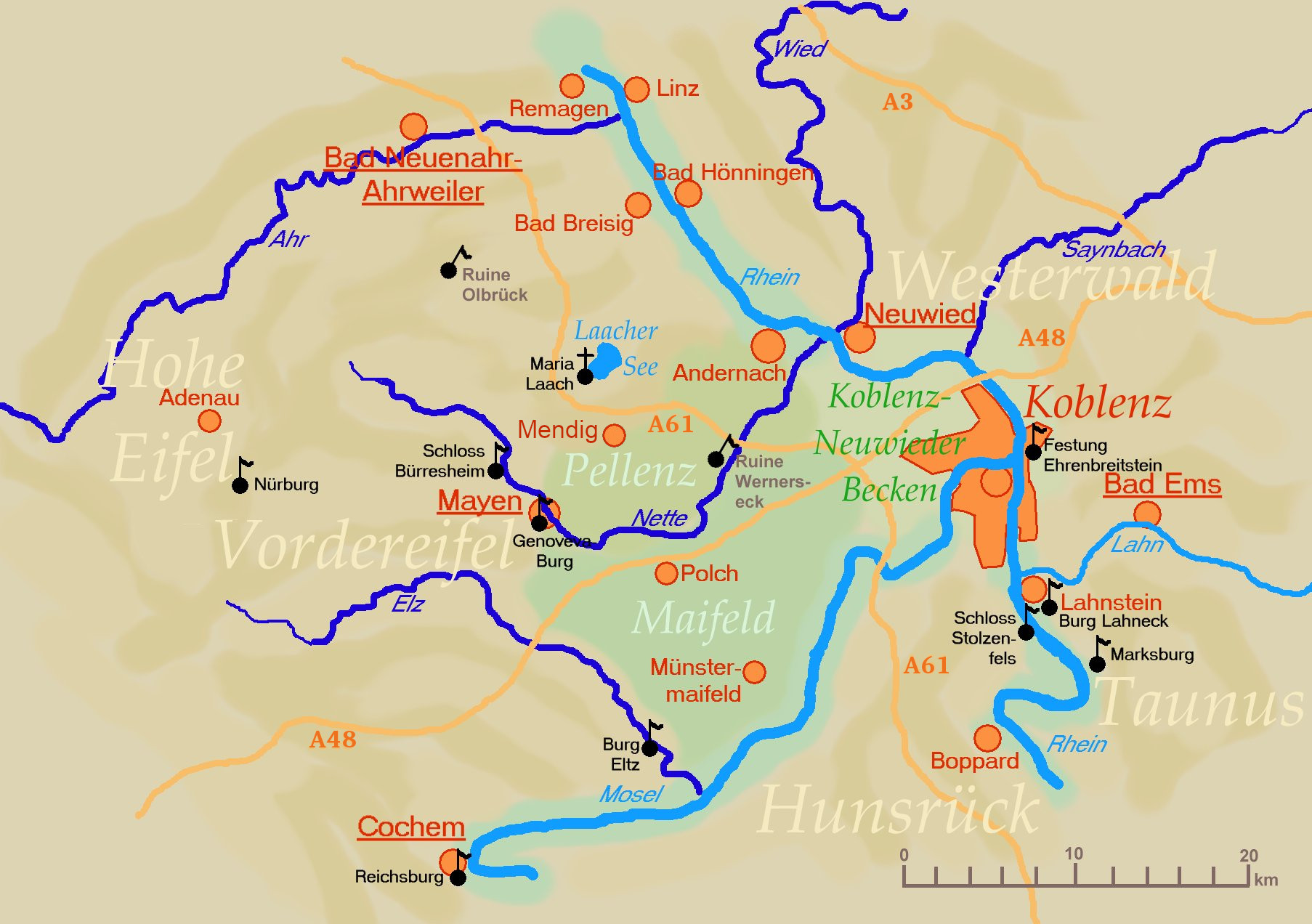
Карта местности

Замок в долине речушки под названием Эльц был построен предположительно в XII веке. Замок сохранился и до настоящего времени. С трёх сторон замок окружён рекой и возвышается на скале высотой в 70 метров. Вокруг замка замечательный ландшафт.
Замок был поделён между тремя братьями: Элией, Вильгельмом и Теодорихом, где они проживали все вместе со своими семьями и прислугой.

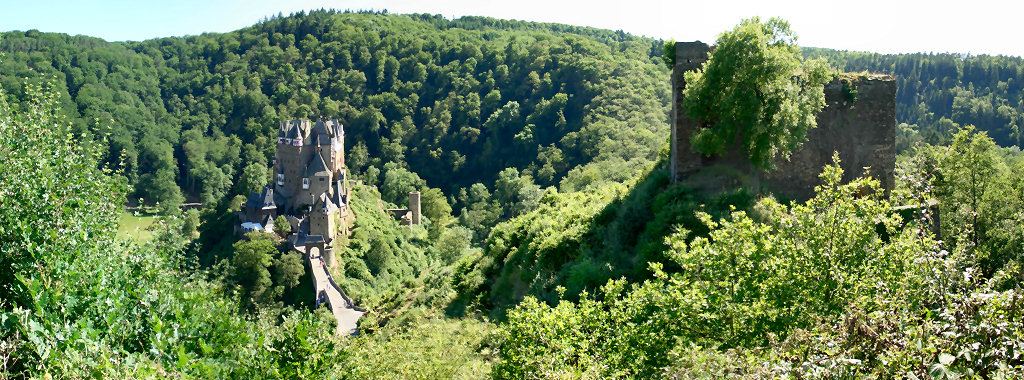
Справа руины Трутцельца

В 1331—1336 годах произошли единственные серьёзные военные действия, которые довелось испытать замку. Во время так называемой «Эльцской вражды» сеньоры Эльца вместе с другими свободными имперскими рыцарями противостояли территориальной политике архиепископа трирского и курфюрста Балдуина Люксембургского. Для осады замка Эльц архиепископ Трира приказал возвести на склоне возвышающейся над замком скалы осадную крепость Трутцельц, стены которой сохранились до нашего времени. После сдачи замка его хозяева стали вассалами архиепископа трирского.
В период с 1490 по 1540 года в замке были возведены Родендорфские дома. Изнутри их фасад украшает сводчатый портик, покоящийся на трёх пилонах. Своё название они получили по имени супруги одного из хозяев замка, свадьба которых состоялась в 1563 году, Катарине фон Родендорф. Рядом с портиком на внешней стене в XIX в. была выложена мозаика с изображением Мадонны.
Кемпенихские дома в замке были построены с 1604 по 1661 года. Их удачная архитектурная композиция и красота фахверка завершают живописный облик внутреннего двора замка. Под массивной башенной лестничной клеткой находился колодец, снабжавший водой весь замок.
В ходе войны за пфальцское наследство в 1688—1689 годах была разрушена большая часть замков в долине Рейна. Замок Эльц сохранился целым и невредимым благодаря своему хозяину Антону Эльц-Юттингенскому, который имел высокий офицерский чин во французской армии.
В XIX в. граф Карл Эльцский занялся реставрацией своего замка. В 1845—1888 годах на масштабные строительные работы была потрачена значительная сумма в 184 тысячи марок, что по покупательной силе составляет около 8 млн евро. Реставрация проводилась очень бережно и сохранила исторический архитектурный облик.
Замком Эльц более 800 лет владеет семья Эльц. Сегодня весь комплекс принадлежит графу Карлу Эльцскому С 1815 года предок нынешнего графа Карла Эльцского выкупил права на полное владение замком. Нынешний собственник замка проживает во Франкфурте-на-Майне. Он предоставил замок для осмотра публики, заботится о его сохранении. В замке в летний период с 1 апреля по 1 ноября ежедневно проводятся обзорные экскурсии продолжительностью приблизительно 40 минут. Заслуживает внимание сокровищница в подвальных помещениях рюбенахского дома, где собрано около 500 необычных произведений искусства, относящихся к XII—XIX вв. Помимо шедевров ювелирного искусства в экспозиции демонстрируются различные курьёзные предметы.

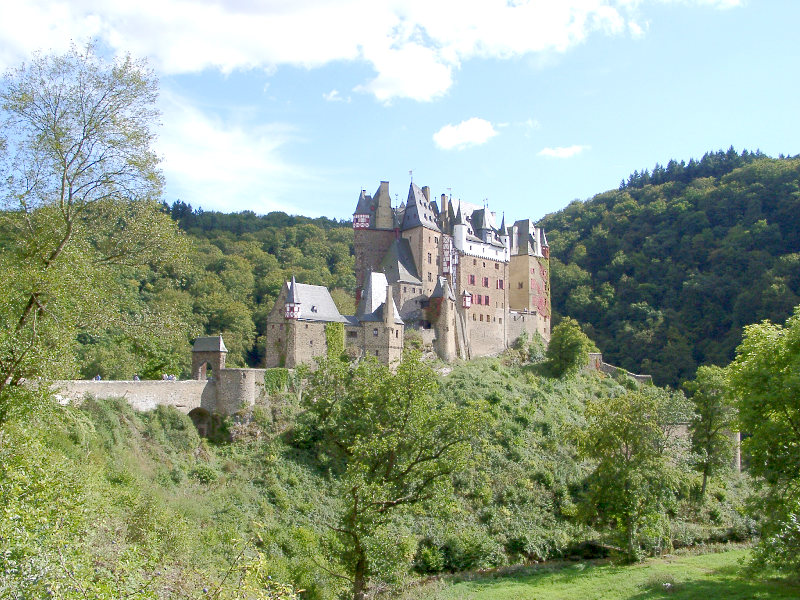
Замок Эльц
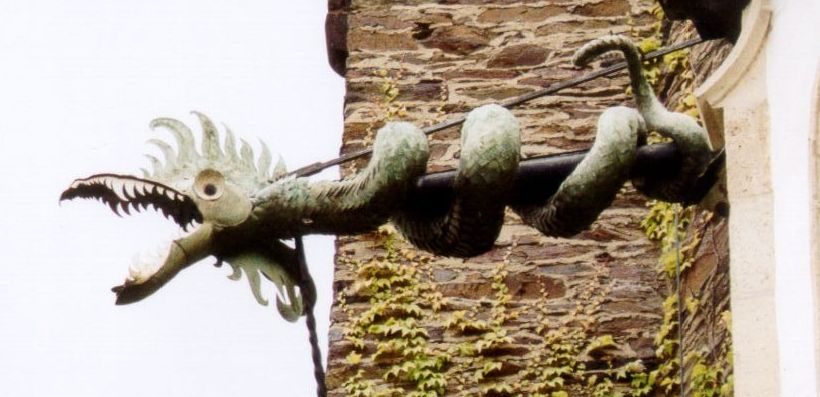
Украшение сточного жёлоба в замке Эльц
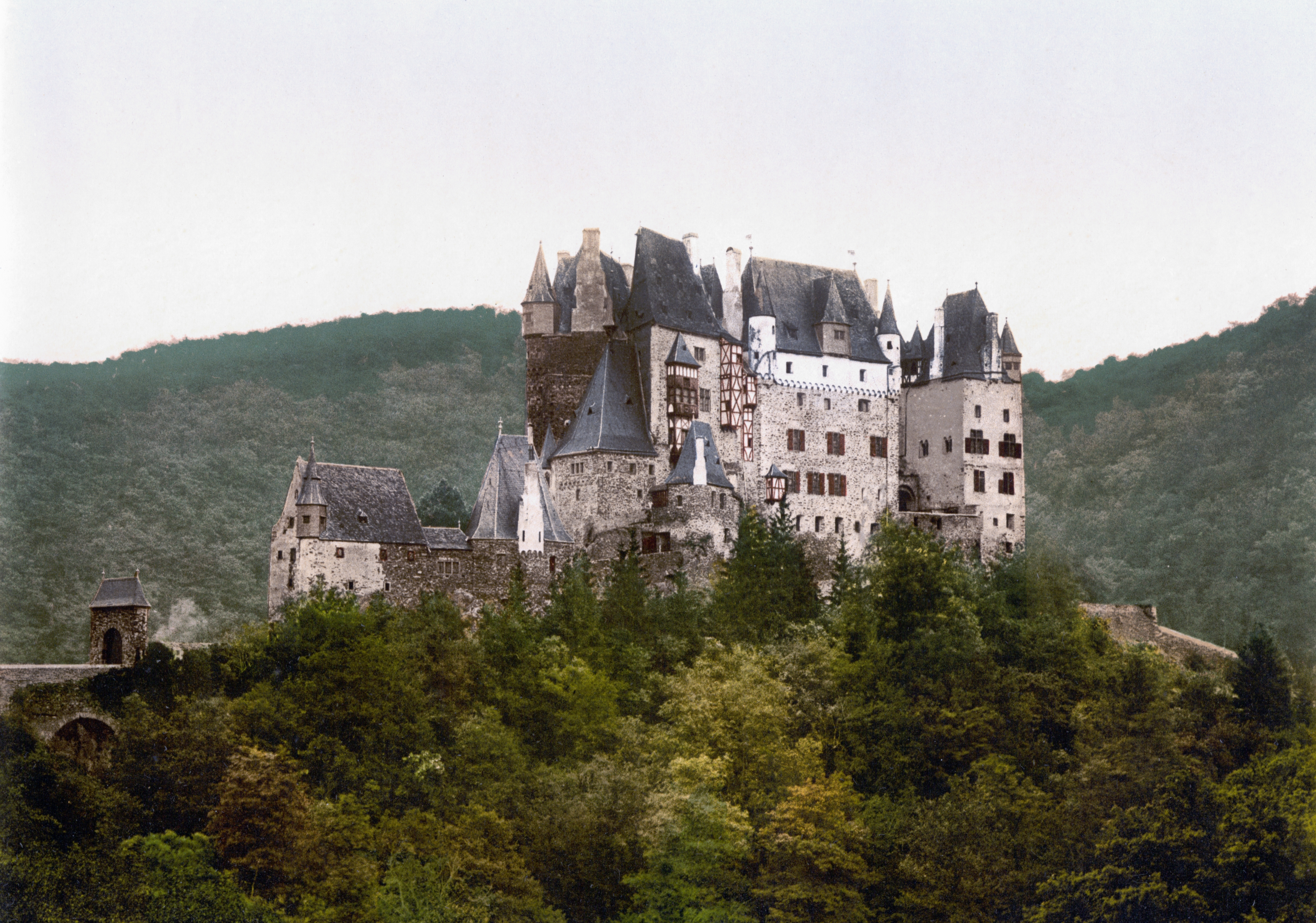
Замок Эльц около 1900 года
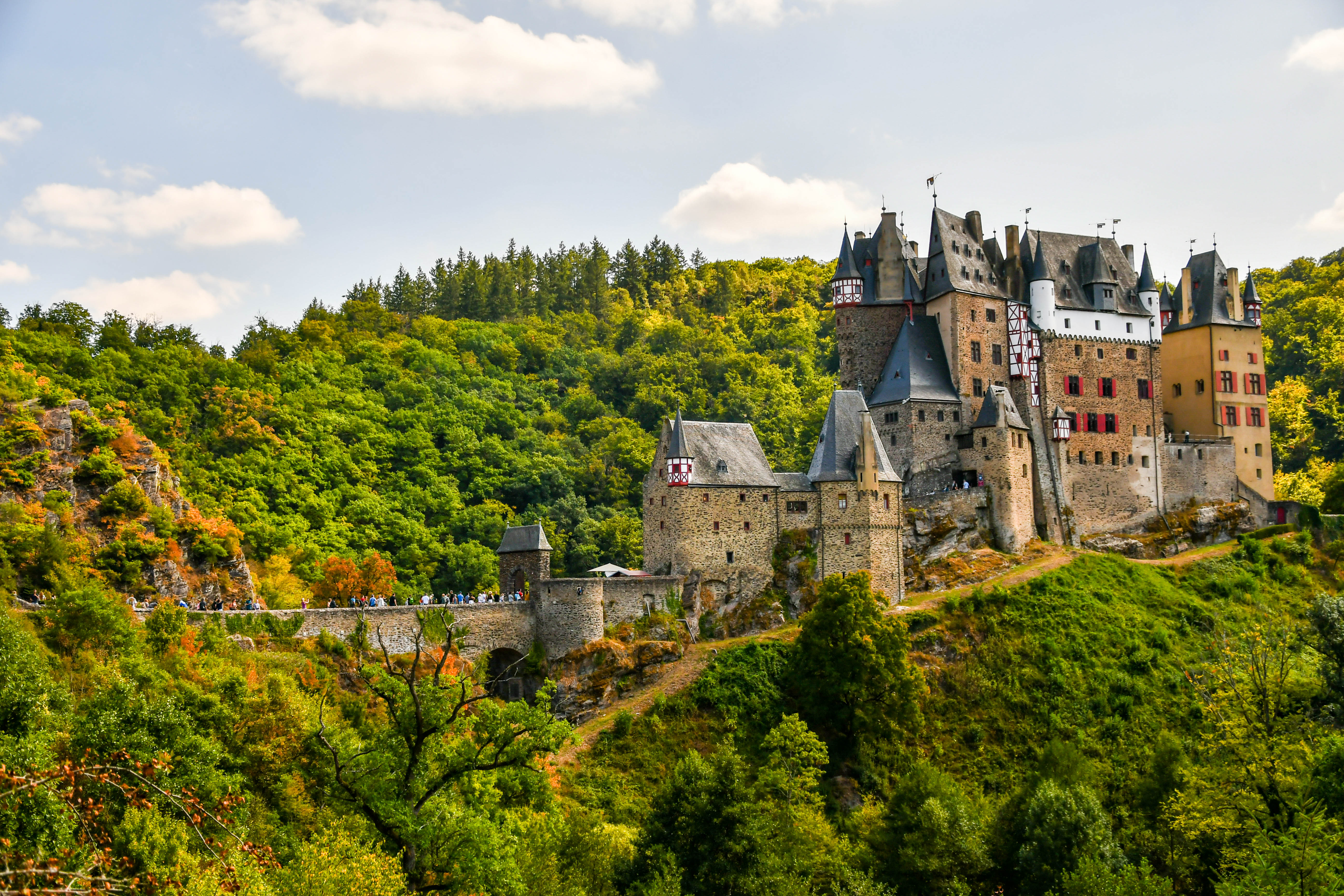

## Описание помещений

### Рюбенахский дом
Строительство дома закончено в 1472 году во времена Вильгельма фон Эльца и его супруги Катарины (их портреты можно увидеть в капелле спальни наверху). 8-этажное строение получило своё название от замка и земель вблизи города Кобленц, отошедших в наследство к ветви Серебряного льва. И с тех пор эту ветвь стали называть Рюбенахской.

#### Оружейная
В холле Рюбенахского дома сегодня располагается Оружейная комната, где выставлена коллекция средневекового оружия: доспехи, кольчуги, шлемы и т. д. (оригиналы). Оружейная здесь появилась в XIX веке во времена расцвета романтизма и паломничества романтиков в рыцарские замки, вошедшие в моду. Во времена средневековья оружие, как одну из ценностей замка, хранили в хорошо защищенном помещении. Сегодня эта комната дает представление о средневековых предметах и их предназначении, а также об украшении жилья.
В Оружейной можно увидеть полный набор кольчуг и шлемов XV—XVI веков, маленькую пушку арквебус, набор стрел, которые применяли защитники замка Эльц в 1333 году, коллекцию огнестрельного оружия, а также алебарды из бронзы и железа, топоры и пики, специальные разрывающие топоры, предназначенные для сбрасывания всадников с лошади.
Здесь также можно увидеть коллекцию восточного оружия XVII—XVIII веков, которое предположительно использовалось турками в битве под Веной в 1683 году. Один из представителей семьи Эльц принимал участие в победном сражении над турками и привез домой эти трофеи.

#### Нижний зал
Это помещение даёт представление о типичном жилье богатых аристократических обитателей замка начала XV столетия. Мощные дубовые балки и камины сохранились в оригинале. Стены покрыты ткаными коврами XVI века фламандской мануфактуры с изображением экзотических животных (леопард, страусы, крокодилы и одногорбый верблюд).
Окна в помещении заменили в XIX веке в полном соответствии с окнами XV века. При этом была полностью сохранена технология выдувания стекла, изготовления витражей и сборки на месте.
Зал украшает большое количество ценных картин, написанных большей частью по дубу, которому в то время отдавали предпочтение больше, чем холсту. Особого внимания стоит картина «Мадонна с младенцем и виноградной гроздью» (автор Кранах, Лукас (Старший), XVI век). Между окнами расположена «Сцена распятия», выполненная в 1495 году в Кёльне. Два других интересных объекта — светильник «Русалка» XV века и часы, которыми семья Эльц владела с 1500 года.

#### Верхний зал
Здесь полностью сохранена первоначальная конструкция жилого помещения. Эта комната являлась господской спальней в течение многих столетий. Кровать 1520 года поднята высоко над полом, чтобы лучше сохранять тепло. По периметру она покрыта позднеготическим балдахином со сценами охоты, боевых турниров и семейными гербами с передней стороны. Полог также служил цели сохранения тепла.
Стены помещения расписаны фресками XV века. Последние работы по росписи стен были завершены в XVI веке и уже более 300 лет не требуют реставрации.
Позднеготический эркер с витражным окном сохранил свой первоначальный вид. В нем располагалась домашняя капелла. Роспись эркера начинается изображением сцен Благовещения Марии на своде, продолжается в витражах сценами поклонения Волхвов и заканчивается, переходя на стены, изображением сцен распятия и снятия с креста. Хуго Эльц освятил эту капеллу в память о своих родителях — Вильгельме и Катерине Эльц, портреты которых расположены в нижней части витража начала XVI века.
Хозяева замка пошли на хитрость, устроив в эркере, выступающем за основные стены замка, капеллу. Дело в том, что церковь запрещала людям жить в помещении, где установлен алтарь, поэтому капеллу разместили как бы вне стен замка.
Ещё одна особенность этого зала — встроенный туалет (один из 20 средневековых туалетов замка). Отгораживающая его деревянная панель появилась только в XIX веке, хотя сам туалет размещался здесь с XV века. Слив туалетных шахт осуществлялся с помощью дождевой воды. Большой сборник дождевой воды находился под съёмной крышей, от него вниз шли шахты, по которым сточная вода свободно уходила из туалетов и происходил слив дождевой водой. Затем в обход замка сточные воды, а также жидкие и не пищевые отходы кухни по шахтам сбрасывались вниз — в долину.

### Родендорфский дом
Строительство дома было начато в 1477 году при Филиппе Эльцском. 10-этажный Большой родендорфский дом получил название от наследственных владений в Лотарингии. Малый родендорфский дом расположен с южной стороны замка и был построен в середине XVI века. По последним открытиям ученых дом был построен в 1290 г.

#### Выборная комната
Чрезвычайно влиятельными являлись 7 немецких выборщиков, т.е курфюрстов, которые имели право выбирать немецких королей. Трое из семерки курфюрстов были одновременно духовными правителями-архиепископами (трирским, майнским и кёльнским). Они также имели право ходатайствовать перед папой римским, если считали личность короля достойной титула императора Священной Римской империи. Два представителя семьи Эльц имели полноту этой власти — Якоб, трирский архиепископ, правивший в 1567—1581 годах, и Филипп Карл, майнский архиепископ, правивший в 1732—1743 годах). Их портреты можно увидеть в этой комнате.

#### Большой зал
Этот зал является самым большим помещением замкового комплекса. Он был предназначен для проведения семейных праздников, балов, семейных советов, где собирались все взрослые представители трёх ветвей семьи Эльц. Если для каждой ветви семейства строились отдельные помещения и семьи жили обособленно, то этот зал был доступен для всех строений. Здесь обсуждались тактика военной и политической обороны замка. Маски глупцов под центральными балками и в углах зала символизируют свободу слова, а над входом на перемычке двери выгравирована роза — аллегорический символ молчания, обозначающий, что то, о чём говорится в стенах этого зала, нельзя говорить за его пределами.
Здесь также представлено оружие и рыцарские доспехи, включая 3 роскошных набора снаряжения XIX века, которые были выкованы для крепких и выносливых мужчин, ростом не меньше 1,8 м (вес доспехов 60 фунтов).
На стене представлен ковер мануфактуры семьи Гобелен (Париж, 1700 год), изображающий пиршество греческого бога солнца Гелиоса со своей сестрой, богиней луны Селеной.
В комнате также представлены 15 картин станковой живописи. Роспись по дереву представляет сцены Ветхого завета, украшенные перламутровой инкрустацией (конец XVII века).
В средневековом сундуке, снабжённом сложным механизмом замка, хранили монеты. При простом повороте ключа одновременно приходили в движение 7 защёлок.

#### Комната княгини
Комната получила своё наименование в XVIII веке, когда здесь появился портрет знатной дамы. Здесь расположена одна из многочисленных спален замка. Подлинный, характерный потолок с открытыми мощными балками-перекрытиями, во избежание пожаров их покрывали толстым слоем глины, а затем белили известкой.
Представленная в комнате кровать 1525 года — редкий, чудом сохранившийся экземпляр, часть незатейливой обстановки комнаты. Эта кровать признана самой старой кроватью эпохи Ренессанс из сохранившихся на всей территории Германии.
Рядом с кроватью расположена небольшая лестница, ведущая в другую комнату (спальню или комнату кормилицы).
В комнате представлены доспехи — нагрудный панцирь почти детского размера. Легенда приписывает его Агнес Эльц, защищавшей замок от вероломного соискателя её руки, который, получив отказ, напал на замок, а его избранница защитила своё родовое гнездо ценой собственной жизни.

#### Знамённый зал
Самый ценный и богатый зал замка, хотя настоящее значение этого зала не известно. Возможно изначально здесь задумывалась домашняя церковь. Чаще всего зал использовался для устройства званых обедов и больших торжеств. Характерная особенность этого зала — его позднеготический ребристый свод. Каменные рёбра свода не только несут нагрузку стен и потолка, но и являются декоративным украшением зала, каменным орнаментом.
Изразцовая печь XIX века является точной копией её предшественницы XVI века. Она называется «Печь евангелистов», так как рядом с фамильными гербами изображены 4 евангелиста.
Пол зала частично сохранен с XIII века, частично — XV века.

#### Кухня
Так как три ветви семьи Эльц вели раздельное хозяйство, то в замке было 3 кухни. Кухня родендорфского дома была построена в 1500 году. Огромных размеров печь служила для копчения окороков и колбас, которые затем подвешивали к потолку. Для того, чтобы продуктовые запасы не стали добычей грызунов, практически все продукты хранили в подвешенном состоянии. Для этих целей к потолку были приделаны кольца, к которым крепили подвешенные продукты.
Печь внутри выложена туфом — вулканическим природным камнем. Когда хворост прогорал, туф раскалялся настолько, что хлеб выпекали прямо на камне, предварительно очистив его от золы и пепла.
Большой сундук, сохранившийся с XV века, служил для хранения запасов муки.
Практически вся сохранившаяся мебель — оригинал XV века.

### Сокровищница замка
В сокровищнице собрано более 500 экспонатов. Это драгоценные кованные работы из золота и серебра, миниатюры из слоновой кости, ювелирные изделия, фарфор, гравюры по стеклу, хрустальные кубки, мечи, сабли, кинжалы и многое другое.